# W3m
w3m – darmowa przeglądarka internetowa rozpowszechniana na zasadach wolnego oprogramowania, obsługująca tabele, ramki, połączenia Transport Layer Security i wyświetlanie w kolorze. Na przystosowanych do tego terminalach przeglądarka wyświetla również osadzone w tekście grafiki. W większości przypadków program prezentuje strony internetowe w układzie zbliżonym do zamysłów projektowych ich twórców.
Nazwa w3m pochodzi od japońskiego WWW-o miru – „zobaczyć sieć”.

## Z poziomu edytora Emacs
Przeglądarki można używać z poziomu edytora tekstu Emacs za pomocą modułu w3m.el napisanego w języku Emacs Lisp. Moduł pozwala na szybkie przeglądanie stron internetowych wewnątrz edytora. Przygotowanie stron do wyświetlenia nie odbywa się jednak w module, lecz zarządzane jest przez przeglądarkę w3m – Emacs Lisp odpowiada tylko za wyświetlenie efektu końcowego. Powoduje to, że moduł działa szybciej niż Emacs/W3, przetwarzający stronę i przygotowujący ją do wyświetlenia całkowicie w Emacs Lisp.

## Odgałęzienia
Istnieją dwa poboczne w stosunku do w3m projekty, pozwalające na przykład na obsługę dodatkowych systemów kodowania znaków:
1. opracowany przez Hironori Sakamoto w3m-m17n, gdzie „m17n” oznacza wielojęzyczność
2. opracowany przez Kiyokazu Suto w3mmee, gdzie „mee” oznacza angielskie Multi-Encoding Extension – rozszerzenie dla różnych systemów kodowania znaków